# Тета Скорпіона
θ Скорпіона (тета Скорпіона, θ Scorpii, θ Sco) — подвійна зоря у південному зодіакальному сузір'ї Скорпіона. Видима зоряна величина зорі становить +1,87, тому її добре видно неозброєним оком та вона є однією з найяскравіших зір нічного неба. Зоря розташована досить близько, щоб відстань до неї можна було виміряти прямо з використанням паралаксу і такі виміри, отримані під час місії Гіппаркос, дали оцінку відстані приблизно 300 св.р. (90 пк) від Сонця.
Головна компонента (θ Скорпіона A) має назву Саргас.

## Позначення
θ Скорпіона — позначення Байєра для системи. Її компоненти — θ Скорпіона A і B — позначено за «Washington Multiplicity Catalog» (WMC) для зоряних систем, прийнятих Міжнародним астрономічним союзом.
Зоря має традиційну назву Саргас шумерського походження; іншим можливим походженням є назва перською سر گز (Наконечник стріли). Назва зорі «'Sar Gaz'» використовується в Ірані, і раніше використовувалась для визначення часу поділу води з каналів іригації. 2016 року Міжнародний астрономічний союз створив Робочу групу з назв зір (WGSN) для каталогізації та стандартизації власних назв зір. Робоча група вирішила застосовувати власні назви зір до окремих зір, а не для зоряних систем.  21 серпня 2016 року група ухвалила перелік, у якому назву «Саргас» призначено для компоненти θ Скорпіона A.
Назва китайською, 尾宿 (Wěi Xiù), що означає Хвіст, стосується астеризму, який складається з частини зір сузір'я Скорпіона — θ Скорпіона, μ¹ Скорпіона, ε Скорпіона, ζ¹ Скорпіона і ζ² Скорпіона, η Скорпіона, υ¹ Скорпіона і υ² Скорпіона, κ Скорпіона, λ Скорпіона та ι Скорпіона. Відповідно сама θ Скорпіона відома як 尾宿五 (Wěi Xiù wǔ, «П'ята зоря Хвоста»).

## Характеристики
Головний компонент (θ Скорпіона A) — це розвинений яскравий гігант зі спектральним класом F0 II. Зоря має масу 5,7 мас Сонця та розширилась до 26 радіусів Сонця. Вона випромінює у 1 834 разів більше, ніж Сонце, її зоряна атмосфера має ефективну температуру 7268 Кельвінів, що дає біло-жовтий колір зорі спектрального класу F. Ця зоря швидко обертається, тому має витягнуту форму з екваторіальним радіусом на 19 % більшим за полярний.
Супутник (θ Скорпіона B) має зоряну величину +5,36 і розташований на відстані 6,47 кутових секунд.

## У культурі
θ Скорпіона розташована на прапорі Бразилії, символізуючи штат Алагоас.